# 加尔万氧基自由基
加尔万氧基自由基是一种自由基捕获剂，有市售品。它可用作自由基反应的探针，也可用作自由基聚合反應的抑制剂。它可以通过相应的酚类经二氧化鉛或铁氰酸钾氧化得到，其自由基结构通过红外光谱O–H振动的消失及電子自旋共振表征得到。它在氧气存在时也可稳定存在。